# Marville-Moutiers-Brûlé
Pour les articles homonymes, voir Marville, Moutiers et Brûlé.
Marville-Moutiers-Brûlé est une commune française située dans le département d'Eure-et-Loir en région Centre-Val de Loire. Le suffixe Moutier Brûlé signale l'existence d'un ancien monastère incendié.

## Géographie

### Situation

Situation géographique
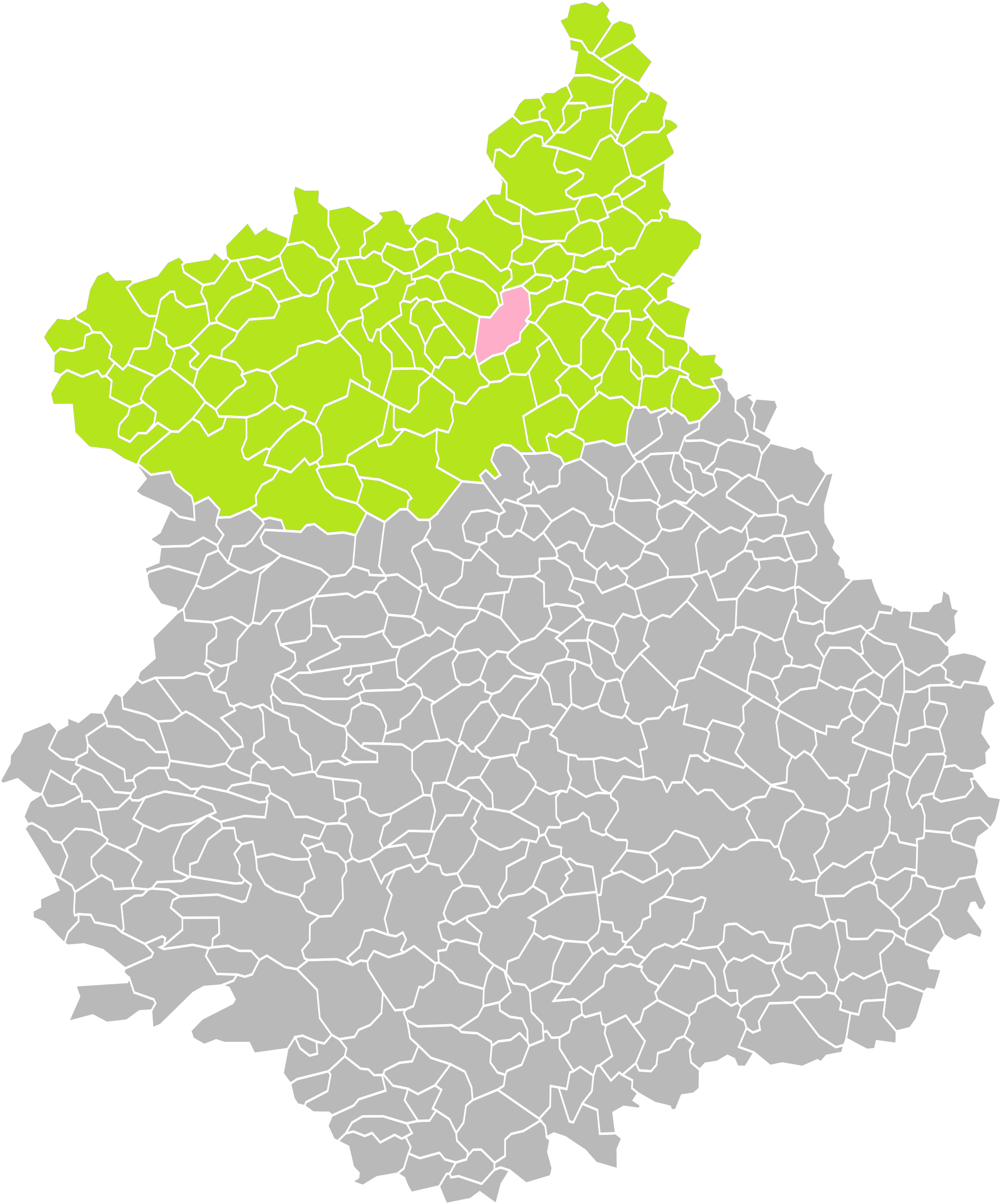
Marville-Moutiers-Brûlé dans son arrondissement.
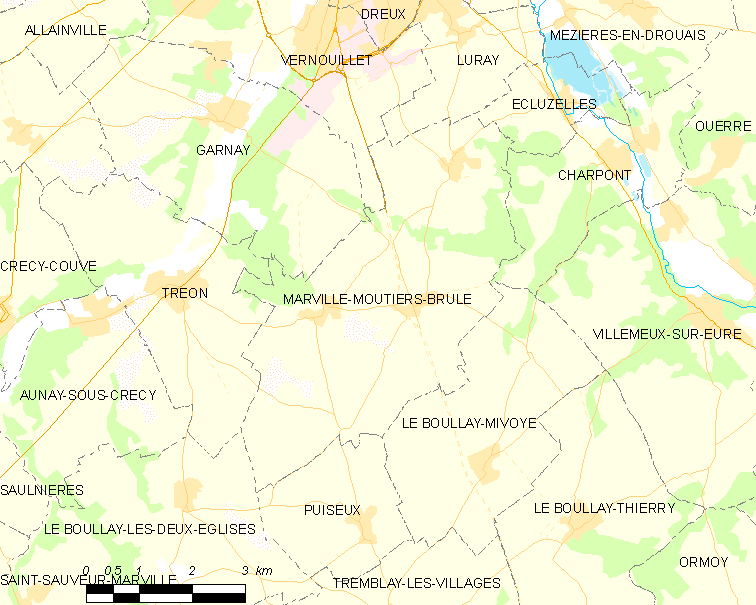
Carte de la commune de Marville-Moutiers-Brûlé.

### Communes limitrophes
| Garnay                      | Vernouillet, Luray      | Écluzelles        |
| Tréon                       | Marville-Moutiers-Brûlé | Charpont          |
| Le Boullay-les-Deux-Églises | Puiseux                 | Le Boullay-Mivoye |

### Lieux-dits et écarts
La commune regroupe quatre hameaux : Blainville, Imbermais, Vigny et la Vovette.

### Transports et voies de communications

#### Réseau routier
La commune de Marville-Moutiers-Brûlé est traversée par la route nationale 154.

#### Desserte ferroviaire
La gare la plus proche est la gare de Dreux à 8 km.

#### Bus
- Ligne d'autocar 20 du réseau TER Centre-Val de Loire.

### Climat
Le climat qui caractérise la commune est qualifié, en 2010, de « climat océanique dégradé des plaines du Centre et du Nord », selon la typologie des climats de la France qui compte alors huit grands types de climats en métropole. En 2020, la commune ressort du type « climat océanique altéré » dans la classification établie par Météo-France, qui ne compte désormais, en première approche, que cinq grands types de climats en métropole. Il s’agit d’une zone de transition entre le climat océanique, le climat de montagne et le climat semi-continental. Les écarts de température entre hiver et été augmentent avec l'éloignement de la mer. La pluviométrie est plus faible qu'en bord de mer, sauf aux abords des reliefs.
Les paramètres climatiques qui ont permis d’établir la typologie de 2010 comportent six variables pour les températures et huit pour les précipitations, dont les valeurs correspondent aux données mensuelles sur la normale 1971-2000. Les sept principales variables caractérisant la commune sont présentées dans l'encadré ci-après.
| Paramètres climatiques communaux sur la période 1971-2000 - Moyenne annuelle de température : 10,5 °C - Nombre de jours avec une température inférieure à −5 °C : 2,9 j - Nombre de jours avec une température supérieure à 30 °C : 3,6 j - Amplitude thermique annuelle : 14,5 °C - Cumuls annuels de précipitation : 621 mm - Nombre de jours de précipitation en janvier : 10,4 j - Nombre de jours de précipitation en juillet : 7,8 j |

Avec le changement climatique, ces variables ont évolué. Une étude réalisée en 2014 par la Direction générale de l'Énergie et du Climat complétée par des études régionales prévoit en effet que la  température moyenne devrait croître et la pluviométrie moyenne baisser, avec toutefois de fortes variations régionales. La station météorologique de Météo-France installée sur la commune et mise en service en 1975 permet de connaître l'évolution des indicateurs météorologiques. Le tableau détaillé pour la période 1981-2010 est présenté ci-après.
| Mois                                  | jan.             | fév.           | mars           | avril         | mai             | juin            | jui.           | août          | sep.           | oct.            | nov.          | déc.            | année      |
| ------------------------------------- | ---------------- | -------------- | -------------- | ------------- | --------------- | --------------- | -------------- | ------------- | -------------- | --------------- | ------------- | --------------- | ---------- |
| Température minimale moyenne (°C)     | 1,3              | 1              | 3,1            | 4,3           | 7,6             | 10,3            | 12,3           | 12,3          | 9,9            | 7,6             | 4             | 1,7             | 6,3        |
| Température moyenne (°C)              | 3,9              | 4,3            | 7,3            | 9,5           | 13,2            | 16,4            | 18,8           | 18,8          | 15,6           | 11,8            | 7,1           | 4,2             | 10,9       |
| Température maximale moyenne (°C)     | 6,5              | 7,6            | 11,6           | 14,8          | 18,8            | 22,5            | 25,4           | 25,3          | 21,2           | 16              | 10,2          | 6,7             | 15,6       |
| Record de froid (°C) date du record   | −18,6 07.01.1979 | −16,3 07.02.12 | −14,3 13.03.13 | −4,2 08.04.03 | −1,7 07.05.1979 | −0,5 05.06.1991 | 3,9 02.07.1979 | 3 24.08.1980  | 0,1 19.09.1977 | −5,4 30.10.1997 | −9,8 30.11.10 | −10 26.12.10    | −18,6 1979 |
| Record de chaleur (°C) date du record | 16,4 27.01.03    | 18,5 27.02.19  | 23,2 25.03.03  | 27,9 20.04.18 | 30,6 31.05.03   | 37,5 27.06.11   | 41,4 25.07.19  | 40,5 11.08.03 | 34,5 05.09.13  | 29,5 01.10.1985 | 20,4 01.11.14 | 16,6 06.12.1979 | 41,4 2019  |
| Précipitations (mm)                   | 48               | 39,1           | 46,4           | 44            | 59              | 43,6            | 55,9           | 39,9          | 50,6           | 55,8            | 45,7          | 53,7            | 581,7      |

## Urbanisme

### Typologie
Au 1er janvier 2024, Marville-Moutiers-Brûlé est catégorisée commune rurale à habitat dispersé, selon la nouvelle grille communale de densité à 7 niveaux définie par l'Insee en 2022.
Elle est située hors unité urbaine et hors attraction des villes,.

### Occupation des sols
L'occupation des sols de la commune, telle qu'elle ressort de la base de données européenne d’occupation biophysique des sols Corine Land Cover (CLC), est marquée par l'importance des territoires agricoles (84,1 % en 2018), une proportion sensiblement équivalente à celle de 1990 (84,7 %). La répartition détaillée en 2018 est la suivante : 
terres arables (80,8 %), forêts (11,6 %), zones urbanisées (4,3 %), zones agricoles hétérogènes (3,3 %). L'évolution de l’occupation des sols de la commune et de ses infrastructures peut être observée sur les différentes représentations cartographiques du territoire : la carte de Cassini (XVIIIe siècle), la carte d'état-major (1820-1866) et les cartes ou photos aériennes de l'IGN pour la période actuelle (1950 à aujourd'hui).

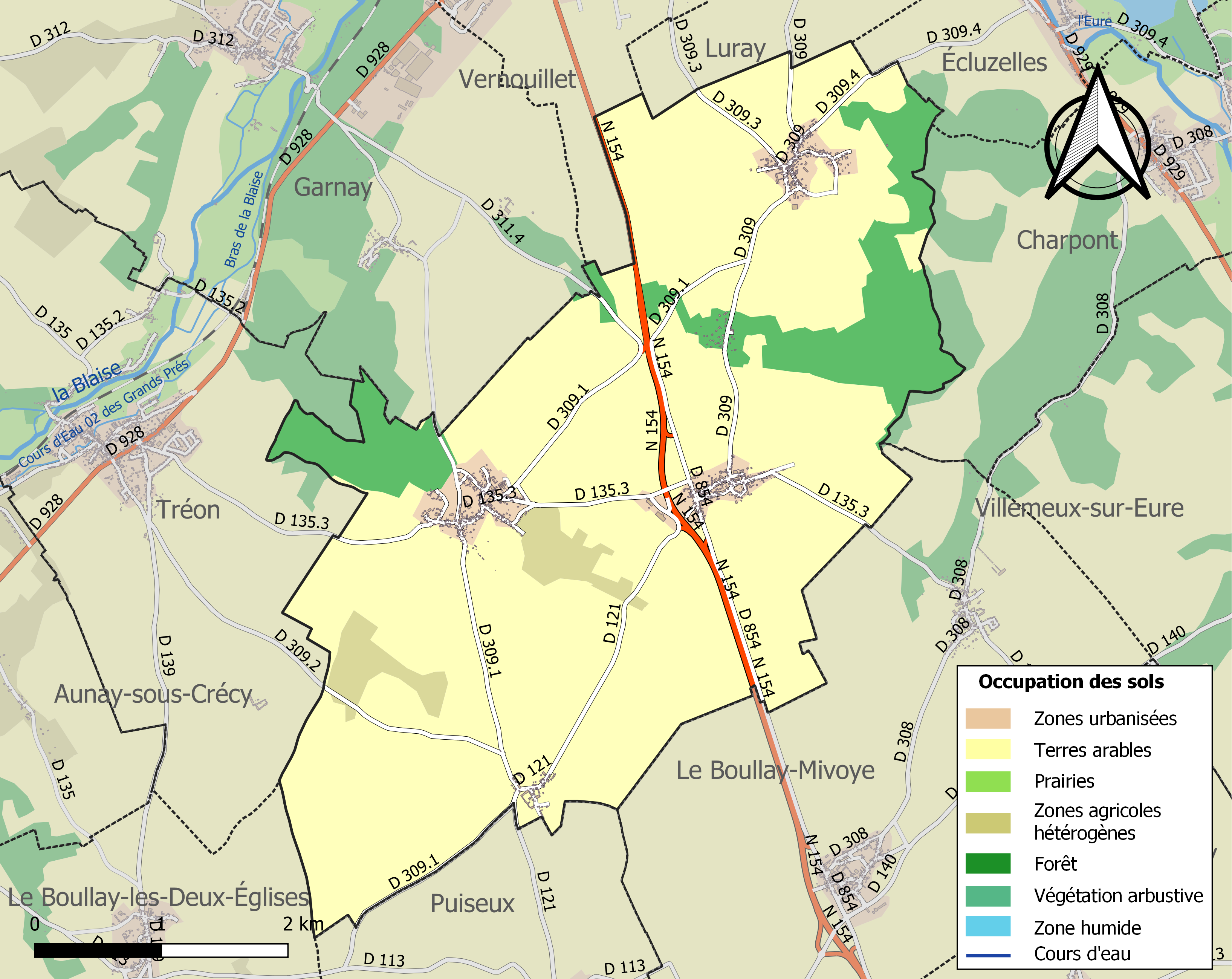
Carte des infrastructures et de l'occupation des sols de la commune en 2018 (CLC).

### Risques majeurs
Le territoire de la commune de Marville-Moutiers-Brûlé est vulnérable à différents aléas naturels : météorologiques (tempête, orage, neige, grand froid, canicule ou sécheresse), inondations, mouvements de terrains et séisme (sismicité très faible). Il est également exposé à un risque technologique, le transport de matières dangereuses. Un site publié par le BRGM permet d'évaluer simplement et rapidement les risques d'un bien localisé soit par son adresse soit par le numéro de sa parcelle.

#### Risques naturels
Certaines parties du territoire communal sont susceptibles d’être affectées par le risque d’inondation par débordement de cours d'eau et par ruissellement et coulée de boue, notamment la Cloche. La commune a été reconnue en état de catastrophe naturelle au titre des dommages causés par les inondations et coulées de boue survenues en 1987, 1999, 2001 et 2018,.

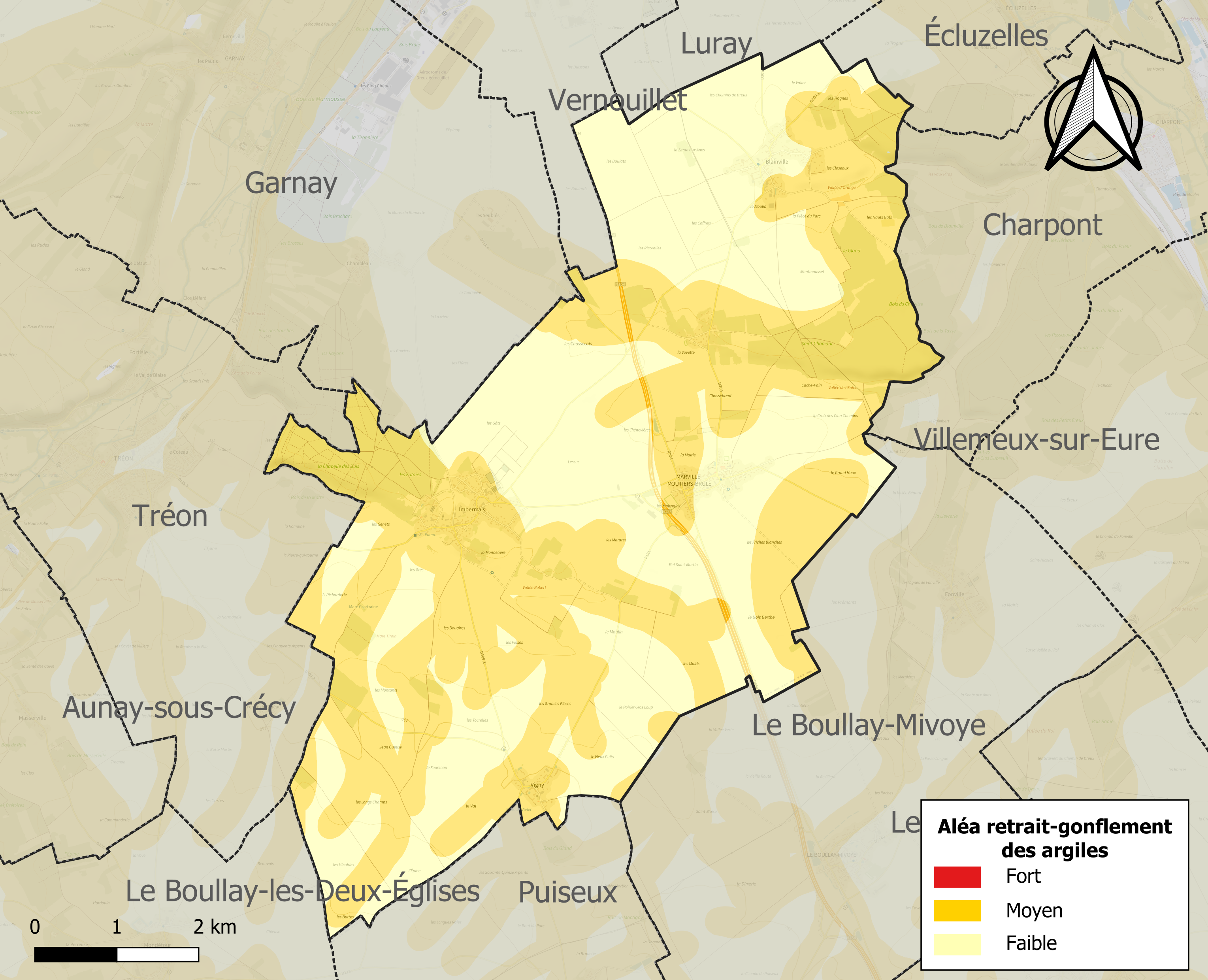
Carte des zones d'aléa retrait-gonflement des sols argileux de Marville-Moutiers-Brûlé.

Les mouvements de terrains susceptibles de se produire sur la commune sont des mouvements de sols liés à la présence d'argile, des affaissements et effondrements liés aux cavités souterraines (hors mines) et des effondrements généralisés. L'inventaire national des cavités souterraines permet de localiser celles situées sur la commune.
Le retrait-gonflement des sols argileux est susceptible d'engendrer des dommages importants aux bâtiments en cas d’alternance de périodes de sécheresse et de pluie. 55,3 % de la superficie communale est en aléa moyen ou fort (52,8 % au niveau départemental et 48,5 % au niveau national). Sur les 420 bâtiments dénombrés sur la commune en 2019, 252 sont en aléa moyen ou fort, soit 60 %, à comparer aux 70 % au niveau départemental et 54 % au niveau national. Une cartographie de l'exposition du territoire national au retrait gonflement des sols argileux est disponible sur le site du BRGM,.
Concernant les mouvements de terrains, la commune a été reconnue en état de catastrophe naturelle au titre des dommages causés par des mouvements de terrain en 1999, 2016, 2018 et 2019.

#### Risques technologiques
Le risque de transport de matières dangereuses sur la commune est lié à sa traversée par des infrastructures routières ou ferroviaires importantes ou la présence d'une canalisation de transport d'hydrocarbures. Un accident se produisant sur de telles infrastructures est en effet susceptible d’avoir des effets graves au bâti ou aux personnes jusqu’à 350 m, selon la nature du matériau transporté. Des dispositions d’urbanisme peuvent être préconisées en conséquence.

## Toponymie
Les formes anciennes de Marville-Moutiers-Brûlé sont : Manulfivilla v.825, Matrevilla 980, Matervilla 982, Merrevilla 1246, Marrevilla-in-Drocensi 1300, Marville-en-Drouays 1530, Marville-Moutier-Bruslay 1612, Saint-Pierre de Marville-Moutié-Bruslé 1736, Marville-le-Mouthier-Brûlé 1750.
L'étymologie du premier terme du nom de la commune, Manulfivilla, indique un mot composé mérovingien formé du germ. man "homme" + germ. ulf "loup" + lat. villa "domaine". Qui évoluera près apocope en Matrevilla. Il pourrait signifier "Domaine de l'homme loup".
Le deuxième, Moutier "monastère", est issu du lat. pop. monisterium attesté au VIIe siècle, indiquant la présence d'un oratoire dès l'époque mérovingienne.
Le troisième, Brûlé, tire son origine de l'incendie de l'église par les huguenots en 1562.

## Histoire
Le 19 décembre 1562, près du village de Blainville, la bataille de Dreux oppose l'armée du roi Charles IX aux soldats protestants commandés par le prince de Condé et l'amiral de Coligny. Les combats ont duré quatre heures et laissé 8000 morts sur le terrain. L'église Saint-Pierre est brûlée lors de ces combats.

### Histoire d'Imbermais
Imbermais est connu depuis le VIIIe siècle sous les noms de Gimberti Vallis ou Imberti Vallis.
Les moines de l'abbaye de Saint-Germain-des-Prés y envoyèrent des colons (colonat partiaire) qui cultivaient les terres.

## Politique et administration

### Liste des maires

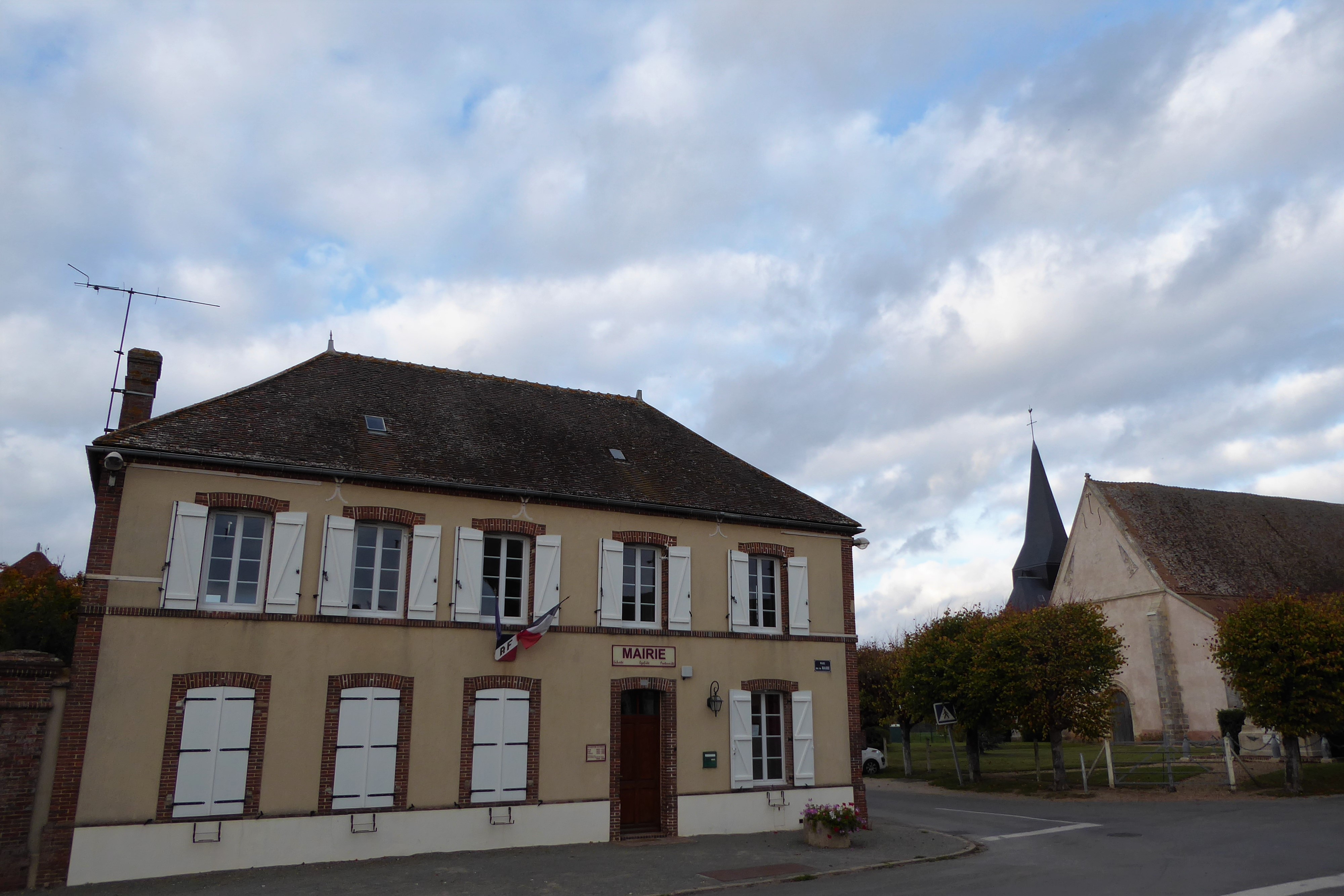
La mairie.

| Période | Période  | Identité          | Étiquette | Qualité                              |
| ------- | -------- | ----------------- | --------- | ------------------------------------ |
| 1945    | 1953     | Louis Brochard    |           |                                      |
| 1953    | 1961     | Pierre Baston     |           |                                      |
| 1961    | 1977     | Marcel Briere     |           |                                      |
| 1977    | 1995     | Jean Baston       |           |                                      |
| 1995    | 2001     | Bernard Lusurier  |           |                                      |
| 2001    | 2003     | Daniel Briere     |           |                                      |
| 2003    | 2008     | Thierry Bellois   |           |                                      |
| 2008    | En cours | Véronique Baston, |           | Employée administrative d'entreprise |

## Population et société

### Démographie
L'évolution du nombre d'habitants est connue à travers les recensements de la population effectués dans la commune depuis 1793. Pour les communes de moins de 10 000 habitants, une enquête de recensement portant sur toute la population est réalisée tous les cinq ans, les populations de référence des années intermédiaires étant quant à elles estimées par interpolation ou extrapolation. Pour la commune, le premier recensement exhaustif entrant dans le cadre du nouveau dispositif a été réalisé en 2005.

En 2022, la commune comptait 1 027 habitants, en évolution de +6,42 % par rapport à 2016 (Eure-et-Loir : −0,23 %, France hors Mayotte : +2,11 %).
| 1793 | 1800 | 1806 | 1821 | 1831 | 1836 | 1841 | 1846 | 1851 |
| ---- | ---- | ---- | ---- | ---- | ---- | ---- | ---- | ---- |
| 676  | 702  | 743  | 620  | 832  | 780  | 779  | 754  | 759  |

| 1856 | 1861 | 1866 | 1872 | 1876 | 1881 | 1886 | 1891 | 1896 |
| ---- | ---- | ---- | ---- | ---- | ---- | ---- | ---- | ---- |
| 729  | 680  | 700  | 714  | 670  | 656  | 619  | 612  | 653  |

| 1901 | 1906 | 1911 | 1921 | 1926 | 1931 | 1936 | 1946 | 1954 |
| ---- | ---- | ---- | ---- | ---- | ---- | ---- | ---- | ---- |
| 594  | 585  | 557  | 505  | 513  | 520  | 507  | 548  | 522  |

| 1962 | 1968 | 1975 | 1982 | 1990 | 1999 | 2005 | 2006 | 2010 |
| ---- | ---- | ---- | ---- | ---- | ---- | ---- | ---- | ---- |
| 507  | 506  | 630  | 737  | 838  | 826  | 873  | 885  | 906  |

| 2015 | 2020 | 2022  | - | - | - | - | - | - |
| ---- | ---- | ----- | - | - | - | - | - | - |
| 953  | 983  | 1 027 | - | - | - | - | - | - |

## Culture locale et patrimoine

### Lieux et monuments

#### Église Saint-Pierre et monuments aux morts
Connu depuis 1157, les Anglais attaquent Marville lors de la guerre de Cent Ans entre 1421 et 1438 et l'église paroissiale (appelée moutier et non pas monastère) est la proie des flammes. Moutiers-Brûlé est alors ajouté au nom du lieu.
À côté de l'église se trouvent deux monuments aux morts :
- le premier, À nos chers Gardes Mobiles du 2° bat. tombés bravement au combat d'Imbermais, 17 novembre 1870 ;
- le second en hommage aux poilus de la guerre 1914-1918.

Dans le cimetière, situé à l'écart du bourg sur la route de Blainville, se trouve également un carré militaire rendant hommage à cinq soldats Morts pour la France entre 1914 et 1918.

L'église Saint-Pierre et les monuments aux morts
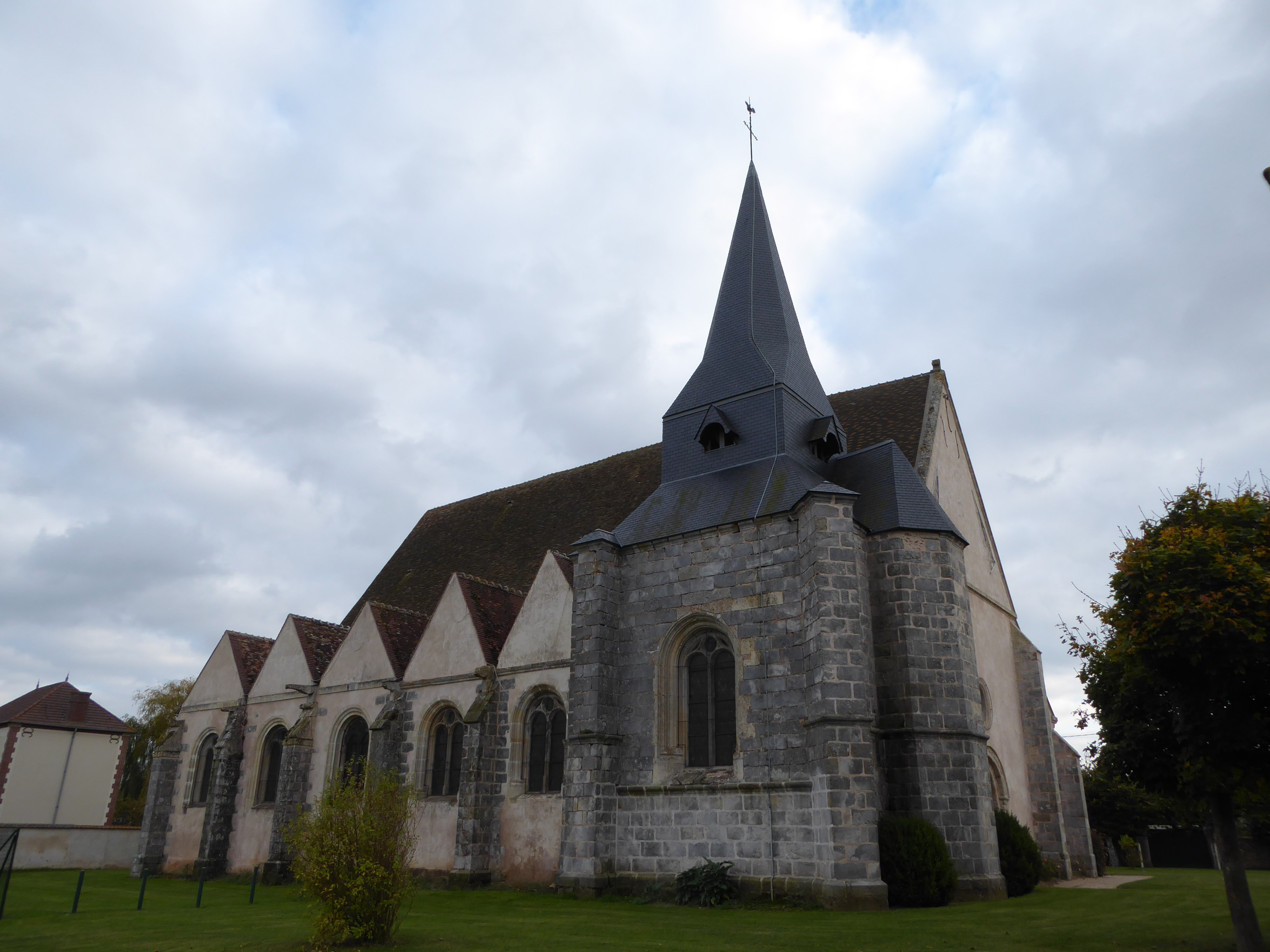
Façade nord de l'église Saint-Pierre.
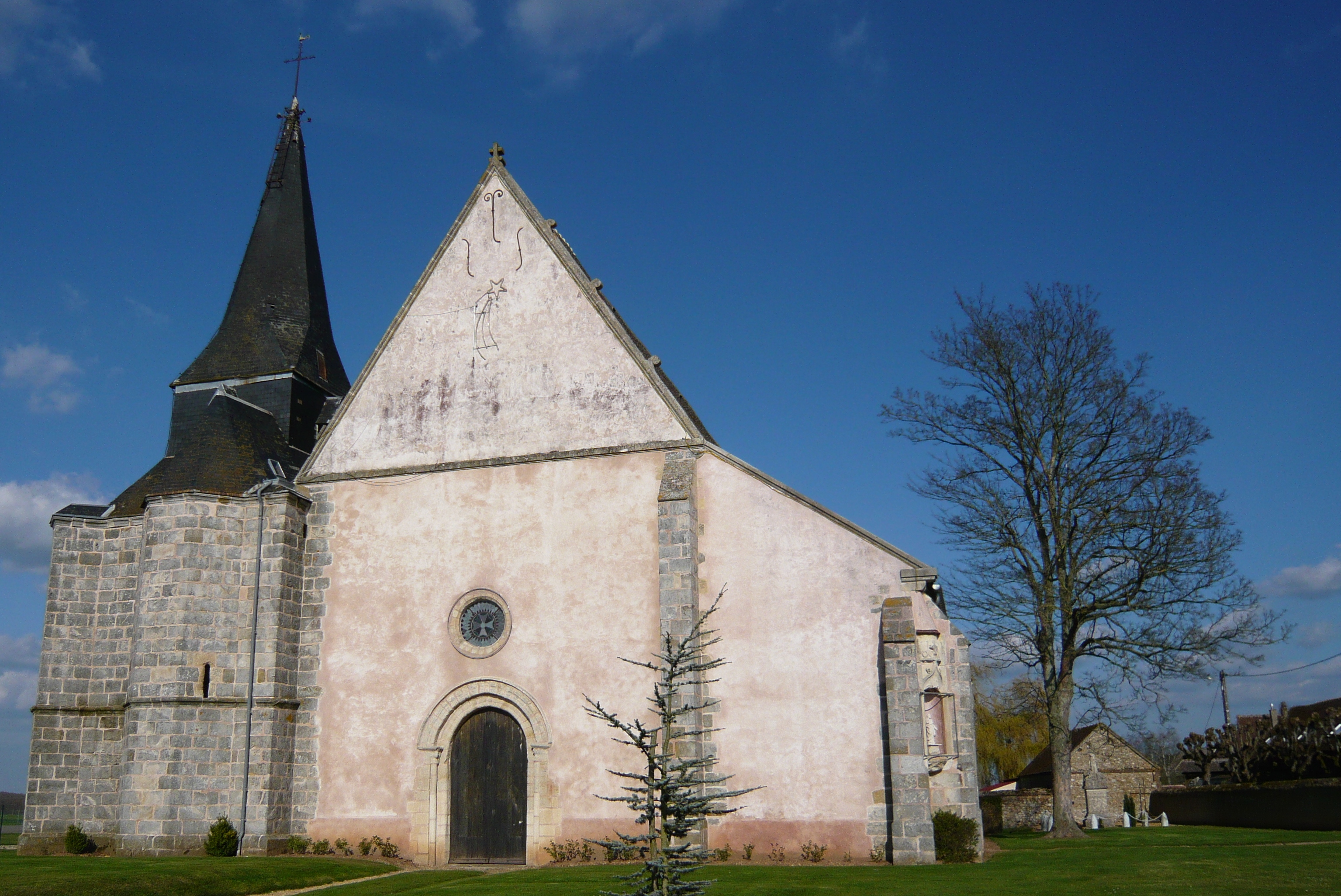
Façade ouest de l'église et le monument aux morts de la guerre 1870-1871.
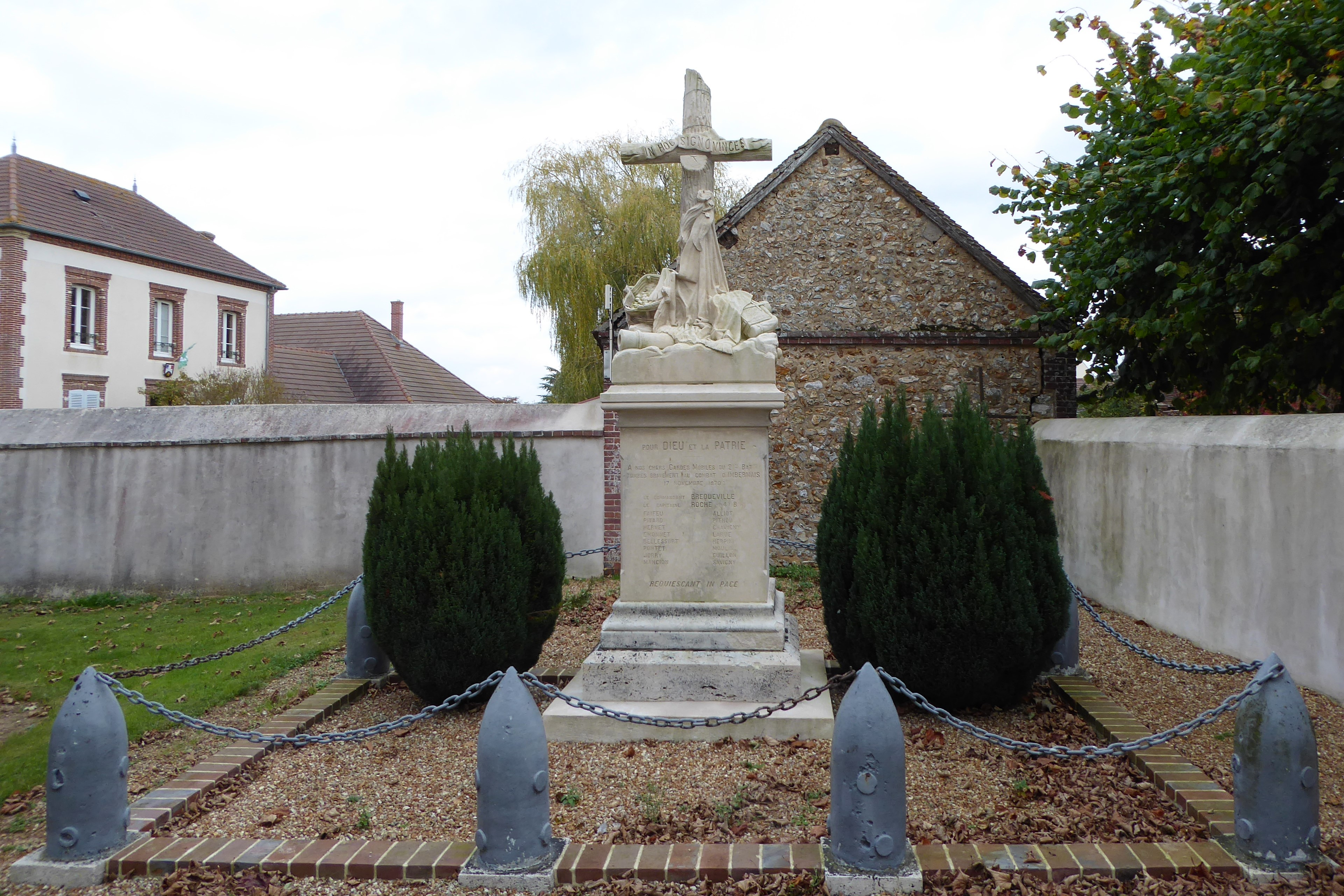
Le monument aux morts de la guerre 1870-1871.
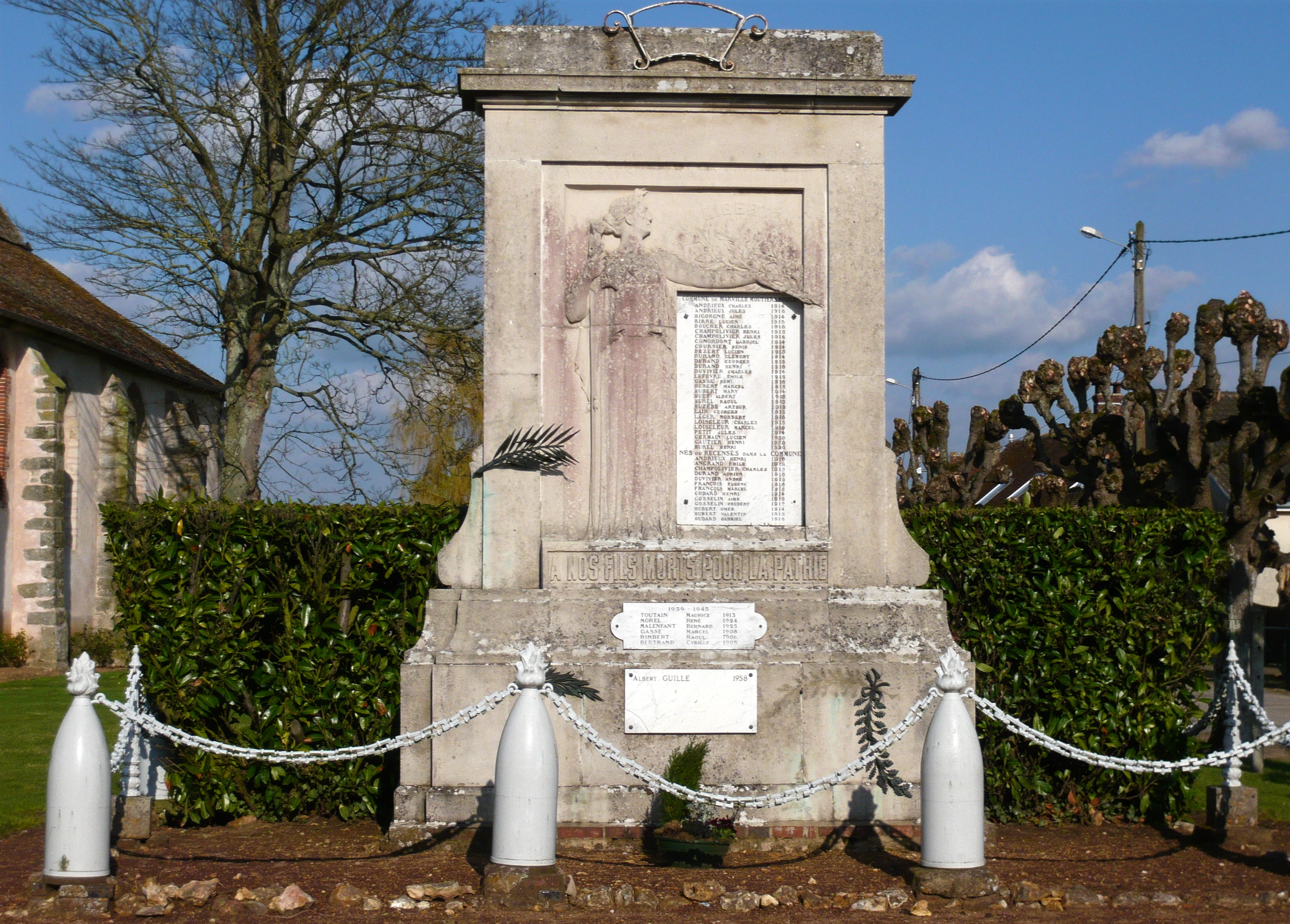
Le monument aux morts de la guerre 1914-1918.
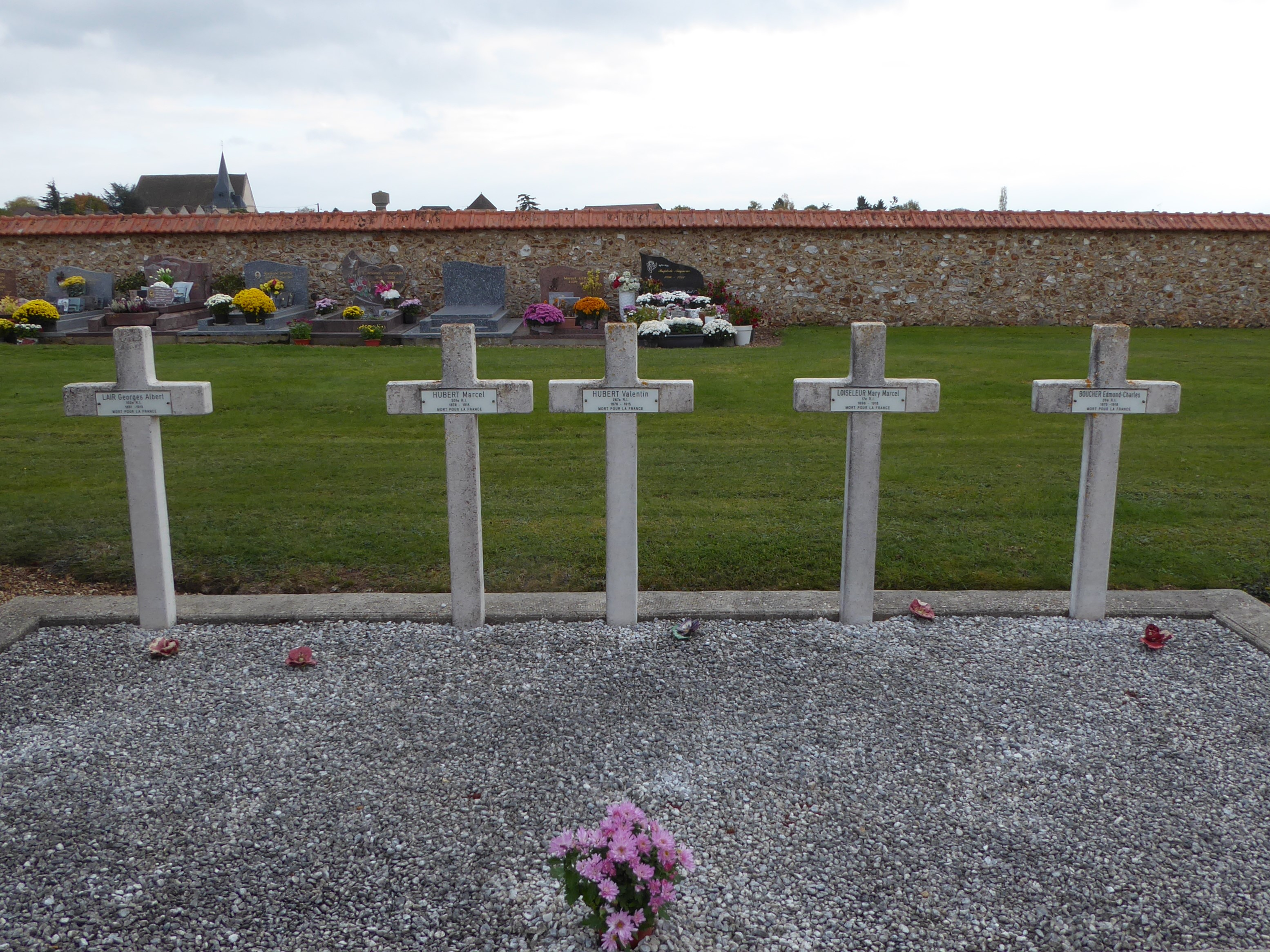
Carré des Morts pour la France du cimetière.

#### Hameau de Blainville
Le hameau de Blainville inclut la chapelle Sainte-Anne, dont la cloche, datée de 1531, est classée monument historique au titre d'objet.

#### Hameau d'Imbermais
Imbermais accueille « Les Jardins d'Imbermais », ferme proposant aux acheteurs de la région drouaise de faire eux-mêmes la cueillette de leurs fruits et légumes, ainsi que l'ancienne chapelle Saint-Jacques.

#### Hameau de Vigny
Vigny est doté d'un château d'eau, construit en 1935, d'une éolienne restaurée, ainsi que de l'ancienne chapelle Notre-Dame-de-Pitié.

#### Hameau de la Vovette
La Vovette est située au nord de la commune, entre le bourg et le hameau de Blainville.

Les hameaux de Marville
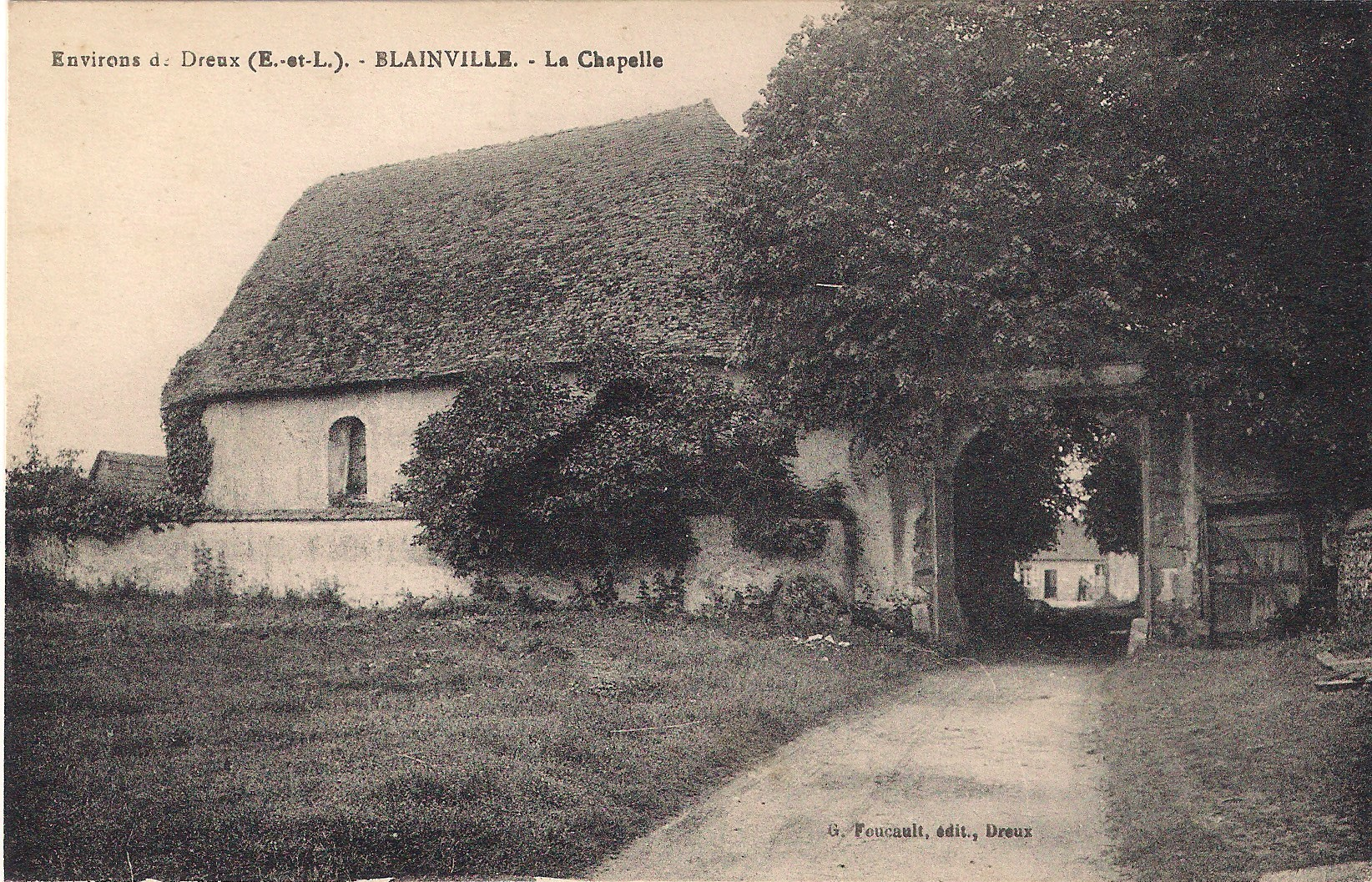
La chapelle Saint-Anne de Blainville.
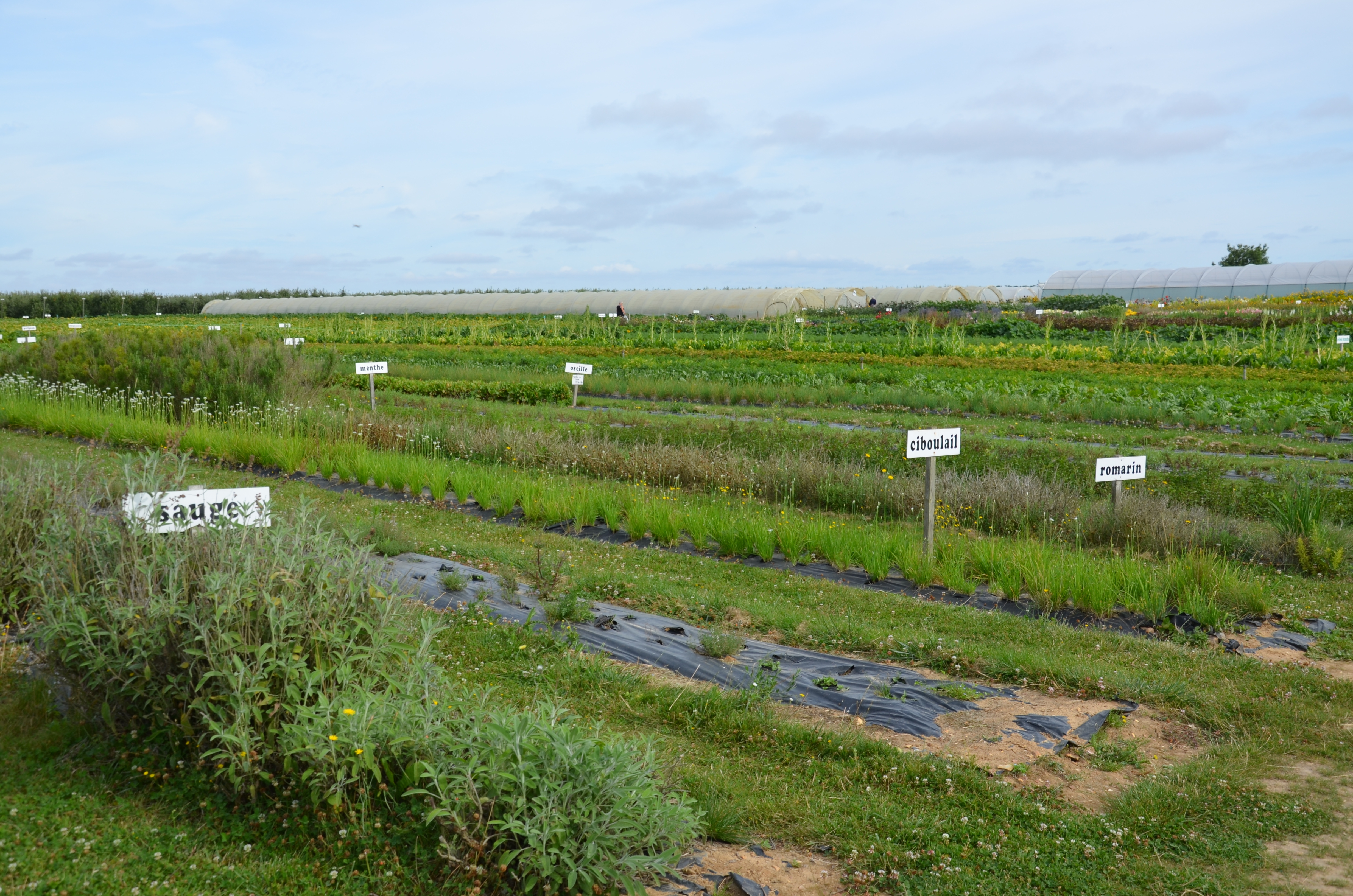
Les Jardins d'Imbermais.
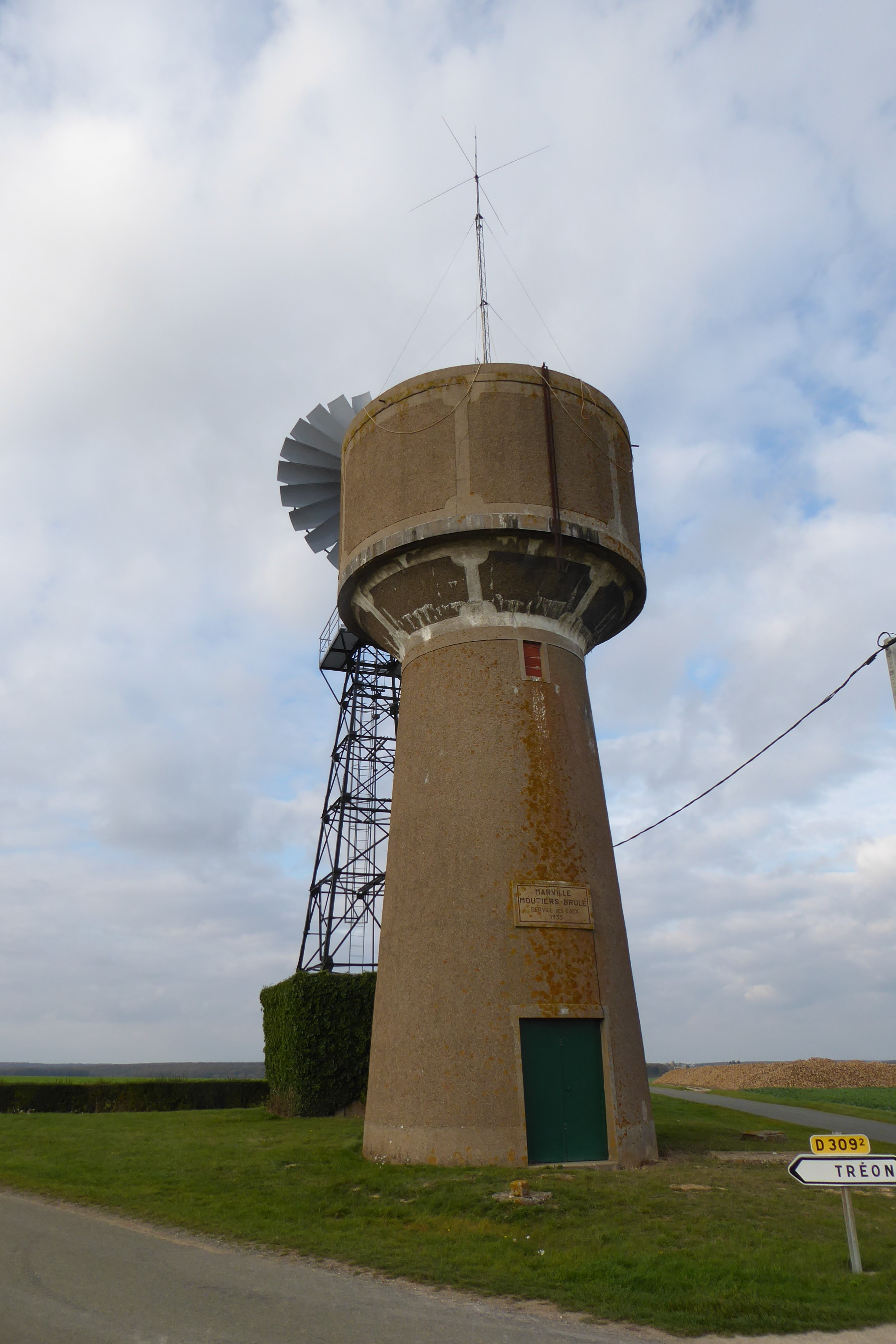
Château d'eau et éolienne de Vigny.

### Personnalités liées à la commune
- François Joulet, sieur de Chatillon, d'Imbermais et de Houdainvilliers (1590), écuyer du roi Henri IV, inhumé en 1613 dans la chapelle d'Imbermais, ainsi que son épouse Anne de Gravelle en 1625, puis transférés dans l'église de Marville-Moutiers-Brûlé en 1838[32]. La dalle funéraire est classée monument historique en tant qu'objet et la plaque l'accompagnant inscrite à ce même titre[33],[34].
- Robert de la Rivière du Pré d'Auge, né le 16 janvier 1654[35] au Pré d'Auge, Calvados, devient seigneur d'Imbermais à l'occasion de son mariage avec Suzanne le Forestier le 8 février 1683[36]. Le manoir et la terre d'Imbermais, situés sur la commune de Marville-Moutiers-Brûlé, appartenaient jusqu'alors aux le Forestier, seigneurs de Saptel et d'Imbermais.

Robert de la Rivière fut capitaine des troupes de la Marine (1673), puis gendarme de la garde du Roi à partir de 1675.
Il fonda sa famille à Marville-Moutiers-Brûlé : Marie-Suzanne (1685-1759), Charles-Jacques (1687-1742), Athanase (1688-1688), Robert (1689-1743), Monique (1691-1763), Paule et Agathe (1692-1774), Clair (1698-1785) et Théodore-Augustin (1700-1750).
Robert de la Rivière décéda le 14 mars 1737 et fut inhumé dans la chapelle du manoir, aujourd'hui transformée en grange.
- René Étiemble, écrivain et linguiste, né le 26 janvier 1909 à Mayenne et mort le 7 janvier 2002 au hameau de Vigny où il avait son domicile au 4 rue de la Paletière.